# Кузьмичёв, Владимир Владимирович
Влади́мир Влади́мирович Кузьмичёв (28 июля 1979, Москва — 24 сентября 2016, Москва) — российский футболист, нападающий.

## Карьера

### «Спартак» (Москва)
Владимир Кузьмичёв получил первое футбольное образование в школе московского «Спартака». Четыре года (1996—1999) выступал за вторую команду клуба, но, так и не приблизившись к основному составу, покинул «Спартак» и перешёл в «Черноморец» Новороссийск.

### «Черноморец»
В своём дебютном сезоне на высшем уровне Кузьмичёв сыграл во всех первых 22 матчах чемпионата и если поначалу выходил на замену на 5-10 минут, то затем прочно занял место в стартовом составе и внёс большой вклад в повторение «Черноморцем» наивысшего достижения в чемпионатах страны — 6-го места. Он забил 4 мяча (первый из которых в ворота московского «Спартака»), сделал 3 голевые передачи и был приглашён в молодёжную сборную России. Игра была замечена селекционерами киевского «Динамо». Вопрос о переходе был решён в конце августа, накануне окончания срока подачи заявок в Лигу чемпионов — был подписан контракт на 4 года.

### «Динамо» (Киев)
Из-за того что переход состоялся уже в ходе чемпионата Украины 2000/2001, принять участие в осенней части турнира футболист не мог, однако он был заявлен на Лигу чемпионов 2000/2001, в которой сыграл во всех 6 матчах группового этапа (в каждом выходя на замену). В украинских соревнованиях Кузьмичёв выступал за «Динамо-2», а весной 2001 года сыграл в 11 матчах основной команды и поучаствовал в завоевании клубом девятого золота национального чемпионата. Однако по завершении сезона на Украине тренерский штаб киевского клуба принял решение расстаться с футболистом из-за малых перспектив того вписаться в тактическую схему команды.

### ЦСКА
Летом 2001 года Кузьмичёв вернулся в Москву — в ЦСКА Павла Садырина. Стороны заключили 5-летний контракт. Все свои 16 матчей за ЦСКА футболист сыграл в 2001 году — 14 в чемпионате и 2 в победном розыгрыше Кубка России 2001/2002. С приходом на пост главного тренера Валерия Газзаева, который уже работал с Кузьмичёвым в молодёжной сборной, игрок ни разу не включался в заявку на матчи основного состава. В первой половине сезона-2002 он выступал только за дубль ЦСКА, а в июле и вовсе был передан в аренду до конца сезона в московское «Торпедо». В декабре 2002 срок аренды был продлён ещё на один год.

### «Торпедо» (Москва), «Спартак» (Нальчик), «Анжи»
2003 год в «Торпедо» у Кузьмичёва не удался — всего четыре выхода на замену в чемпионате, отправка в дубль и в итоге досрочное расторжение соглашения аренды. С сентября 2003 года до конца сезона он выступал за клуб первого дивизиона «Спартак» из Нальчика, после чего вернулся в ЦСКА. В межсезонье-2003/04 Кузьмичёв прошёл сборы сначала с основной командой ЦСКА под руководством нового главного тренера клуба Артура Жорже, затем тренировался с дублем, но в итоге был возвращён в команду из Нальчика. В «Спартаке» футболист стабильно выступал ещё полтора года, а второй круг в первом дивизионе-2005 провёл в клубе «Анжи».

### «Кубань»

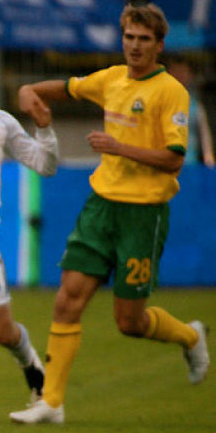
Владимир Кузьмичёв в «Кубани»

В начале 2006 года состоялся трансфер Кузьмичёва в клуб «Кубань». В тот год команда под руководством Павла Яковенко заняла в первом дивизионе 2-е место и добилась перехода в Премьер-лигу. Перед началом чемпионата 2007 года тренерский штаб «Кубани» принял решение не прибегать к услугам Кузьмичёва и передать его в аренду, но в итоге первую половину сезона футболист провёл вообще без клуба. Только после смены в «Кубани» главного тренера на Леонида Назаренко и с началом открытия периода дозаявок футболист был включен в состав команды и в 14 сыгранных матчах второго круга забил четыре мяча. И, хотя его команда покинула Премьер-лигу, сам Кузьмичёв остался в элите, перейдя вслед за Назаренко в вернувшийся из первого дивизиона «Терек».

### «Терек»

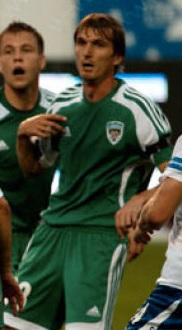
Владимир Кузьмичёв в «Тереке»

В составе «Терека» в сезоне-2008 провёл 24 матча и забил 5 мячей в ворота соперников, благодаря чему стал лучшим бомбардиром клуба в сезоне. Наставник команды Вячеслав Грозный очень хотел, чтобы Кузьмичёв остался, однако сам игрок предпочёл переехать поближе к дому, поэтому, ввиду завершения срока действия контракта, на правах свободного агента перешёл в «Сатурн».

### «Сатурн»
Стал первым новичком «Сатурна» в межсезонье 2008/2009.

## Гибель в ДТП
Погиб 23 сентября 2016 года в результате автомобильной аварии на Мичуринском проспекте в Москве.